# Verwaltungsgemeinschaft Pöttmes
Die Verwaltungsgemeinschaft Pöttmes liegt im schwäbischen Landkreis Aichach-Friedberg.
Sie entstand am 1. Januar 1994, nachdem die Einwohner von Baar lange um die Wiedererlangung ihrer Selbständigkeit gekämpft haben. Baar (Schwaben), bisher zum Markt Thierhaupten gehörend, wurde dabei wieder eine selbständige Gemeinde und wechselte die Kreiszugehörigkeit vom Landkreis Augsburg zu Aichach-Friedberg.
Die Verwaltungsgemeinschaft hat folgende Mitgliedsgemeinden:
1. Pöttmes, Markt, 6990 Einwohner, 82,59 km²
2. Baar (Schwaben), 1263 Einwohner, 16,90 km²

Sitz der Verwaltungsgemeinschaft ist Pöttmes.